# アンドレア・ボアッティーニ
アンドレア・ボアッティーニ（Andrea Boattini、1969年9月16日-）は、イタリアの天文学者である。多くの小惑星や彗星を発見した。フィレンツェ出身。
小惑星に対する関心が高まってきた後の1996年に、ボアッティーニは、地球近傍天体をテーマにボローニャ大学を卒業した。彼は、特にアテン群と呼ばれる地球近傍天体の分類に興味を持ち、多くの地球近傍天体探索プロジェクトに参加した。彼は、イタリアの国家研究評議会やローマの天文台に長年勤めたが、現在はアリゾナ大学の月惑星研究所に在籍し、カタリナ・スカイサーベイに参加している。その間、彼は、C/2007 W1 (Boattini), C/2008 J1 (Boattini), P/2008 O3 (Boattini), C/2008 S3 (Boattini), P/2008 T1 (Boattini), P/2008 Y1 (Boattini), P/2009 B1 (Boattini), C/2009 P2 (Boattini), P/2009 Q4 (Boattini), C/2009 W2 (Boattini), C/2010 F1 (Boattini), C/2010 G1 (Boattini)等の彗星を発見し、また、レモン山サーベイの研究中に、偶然206P/バーナード・ボアッティーニ彗星を再発見した。また、170個の小惑星を発見した。
小惑星(8925)ボアッティーニは、彼の名前に因んで名付けられた。